# Figurer i Shake It Up
Dette er en liste over figurer fra tv-serien Shake It Up.

## Hovedpersoner

### CeCe Jones
Cecelia "CeCe" Jones, spillet af Bella Thorne, er en glamourøs, impulsiv og street smart pige. I første omgang klarer hun sig dårligt i skolen dels på grund af dyslexia, men også til dels på grund af hendes "problem-skabende" adfærd. Hun forbedrer sig fagligt set som showet skrider frem. Frygtløs og udadvendt, kommer Cece konstant ind i problemer. På trods at at hun i første omgang ikke gik til audition på grund af sceneskræk, ender hun som baggrundsdanser på det lokale danseshow "Shake It Up Chicago". Hun har også (modvilligt) datet Gunther i "Hot Mess It Up" på grund at nogle råd hun gav Gunther og Tinkas fætter, men de slog op. I "Shrink It Up", blev det afsløret i et flashback at CeCe og Rocky mødtes til ballet-undervisning da de var cirka 5 år gamle, men senere stoppede de med at gå til undervisning. Det var der det blev bedste venner og CeCe gav hende kælenavnet "Rocky", fordi at det er nemmere at udtale end hendes rigtige navn, Raquel.

### Rocky Blue
Raquel "Rocky" Oprah Blue, spillet Zendaya, er en venlig bog-klog pige, som elsker at danse. Hun er vegetar og tilhænger af dyrs rettigheder, som nævnt i "Meatball it Up". Hun forsøger altid at få Cece ud af problemer, hvilket ofte gør at hun selv bliver indblandet i dem. Rocky er godhjertet, men også meget viljestærk. Hun er lillesøster til Ty. Deres far har først været med i serien i et afsnit af sæson 2, men Ty nævner ham kort gennem hele sæson 1, og forklarer hans fravær med at han altid er på forretningsrejse. Selvom Rockys rigtige navn er Raquel, gav Cece hende kælenavnet "Rocky" første gang de mødtes, hvilket i sidste ende også er blevet brugt af alle Rockys venner og familie. Rocky har det ikke godt når folk ikke bryder sig om hende, som det ses i "Give it Up". Hendes far er læge for Doctors Without Borders og hendes mor er frisør som set i Heat It Up.

### Flynn Jones
Flynn Jones, spillet af Davis Cleveland, er CeCes lillebror. Beskrevet som "klog af sin alder", med kendetegn som omfatter hans appetit for bacon, spille computerspil og irritere sin storesøster. Han føler en særlig kærlighed Rocky hvilket bliver afsløret i episode 18. Hans bedste ven er Ceces matematik-hjælpelærer, en universitetsstuderende ved navn Henry Dillon, som er på alder med Flynn. Han og Ceces forældre er skilte. Deres far er kun blevet nævnt en gang, men er aldrig blevet set. Han ses ind imellem som danser i showet, og har endda optrådt sammen med Ty og Deuce i "Hot Mess it Up".

### Ty Blue
Ty Blue, spillet af Roshon Fegan, er Rockys storebror som er en aspirerende skuespiller og rapper. Selvom han er en dygtig danser, deltog han ikke til auditionen på "Shake It Up Chicago", fordi at han "ikke danser for penge." Hans personlighed er beskrevet som "hip, cool og sarkastisk," og kalder sig selv for en damernes mand. Han og Deuce ses ofte sammen, hvor de det meste af tiden har et underligt venskab. Han og Deuce babysitter ofte Flynn. Et muligt romantisk forhold startede i episoden "Add It Up" mellem ham og Tinka, men udviklede sig ikke yderligere i nogen af de følgende episoder. Han og Rockys far er aldrig blevet set, men Ty har kort omtalt at han altid er på forretningsrejser. Han er god til drengestreger, hvilket ses da han tegner kruseduller på Flynns ansigt i "Give it Up".

### Deuce Martinez
Martin "Deuce" Martinez spillet af Adam Irigoyen, er CeCe og Rockys smarte ven. Det siges at han har viden om næsten alt. Deuce er bedste venner med Ty og er Dinas kæreste. Han babysitter ofte Flynn, sammen med Ty. Han og Ty ses ofte sammen, hvor de det meste af tiden har et underligt venskab. I "Break It Up", afsløres det at Deuce besvimer ved synet af blod efter at Rocky viser ham at hun har skåret sin fod. Han er af cubansk afstamning. På trods af at han danser sammen med Ty og Flynn i "Hot Mess it Up", er det flere gange blevet antydet at Deuce ikke er en danser. Det bliver ofte bemærket (mest af Ty) at Deuce, selvom han har et forhold til Dina lige nu, er lettere frastødende for kvinder.

### Gunther Hessenheffer
Gunther Hessenheffer, spillet af Kenton Duty, er den farverige tvillingebror til Tinka (spillet af Caroline Sunshine) der kom til Chicago som udvekslingsstuderende fra et lille bjergland i første klasse. Han og hans søster er "frenemies" til Rocky og CeCe. Både Gunther og Tinka har masser af spraglet tøj. Søskendeparret har altid samme tøj på, og taler med en tydelig accent. Han designer trøjer. Det er underforstået at han er tæt knyttet til sin søster, Tinka, selvom hun har et on-off venskab med Ty. I "Shrink It Up", bliver det afsløret i et flashback, at han og Tinka gik i samme balletklasse som CeCe og Rocky.

### Tinka Hessenheffer
Tinka Hessenheffer, spillet af Caroline Sunshine, er tvillingesøster til Gunther (spillet af Kenton Duty) der kom til Chicago som udvekslingsstuderende fra et lille bjergland i første klasse. Hun og hendes bror er "frenemies" til Rocky og CeCe på skolen og er også begge dansere i "Shake It Up, Chicago." Hun har måske også et forhold til Ty Blue, hvilket der blev antydet, da de var på date i episode 1, men der er ikke sket mere i de følgende episoder. Tinka er selvsikker, ligesom Gunther, og er et konkurrencemenneske.

## Tilbagevendende figurer

### Gary Wilde
Gary Wilde, spillet af R. Brandon Johnson, er vært for danseshowet "Shake It Up, Chicago". Han tiltrækkes af fotooptagelser og kører en rød Porsche. Han har sendt invitationer til Oprah om at være med i showet, men er blevet afvist syv gange. Han har været anholdt mange gange. Når han har brug for at få noget gjort, spørger han altid Cece og Rocky, men han gør næsten aldrig gengæld.

### Georgia Jones
Georgia Jones, spillet af Anita Barone, er CeCe og Flynn's mor som er politibetjent. Hun er skilt fra Cece og Flynns far, som Flynn påstår altid arbejder.  Hun hævder at være 29 år gammel, selvom hun nærmere er tæt på de 40.

### Marcie Blue
Marcie Blue, spillet af Carla Renata, er Rocky og Tys mor som ejer to frisørsaloner. Hun siger at hendes mand aldrig kan være sur når han spiser af hendes tærter.  Hun har den samme alder som Cece og Flynns mor.

### Dr. Curtis Lee
Dr. Curtis Lee, spillet af Phil Morris, er Rocky og Tys far som er læge. I sæson 1 var han væk på en forretningsrejse. Han bliver først set i sæson 2 Doctor It Up. Han ønskede at Ty og Rocky begge skulle blive læger når de voksede op. Han blev rasende da han fandt ud af at Ty ville være rapper og at Rocky var med i "Shake It Up Chicago". Til sidst havde han det okay med deres valg. Han ses igen i Apply It Up.

### Henry
Henry Dillon, spillet af Buddy Handleson, er Flynns gode ven. I hans første optræden, var han CeCes matematik-hjælpelærer og senere blev han så Flynns ven. Han læser jura og medicin på universitetet, selvom han er på Flynn's alder.

### Dina Garcia
Dina Carol Garcia, spillet af Ainsley Bailey, er Deuces street-smarte, on-off kæreste. Hun er ufattelig rig og minder meget om en kvindelig Deuce. Det er antydet at hun er af spansk afstamning. Som vist i Match It Up ejer hendes far det lokale indkøbscenter. Hun er ligeglad med om hun er rig eller ej, da hun bare ønsker at folk behandler hende som en almindelig person, som da hun til sin fødselsdag (Twist it Up) ikke ville have en stor fest, men blot ville have en almindelig fest med sine venner. Hun er hendes fars eneste datter, hvilket gør at han overbeskytter hende når hun dater en fyr. I afsnittet "Jingle it Up", kommer det frem at hendes mellemnavn er Carol.

### Onkel Frank
Onkel Frank, spillet af Jim Pirri, er Deuces onkel. Han ejer "Crusty's Pizza", som er et nyt sted i Shake It Up. I modsætning til alle de andre tilbagevendende figurer, dukker han først op i sæson 2. Han nyder at pine Deuce med hjælp fra Flynn og Ty. Han fornærmer altid Deuce på en sjov måde, men nogle gange tager Deuce det alvorligt. I "Shake It Up, Up and Away" afslører Onkel Frank at han kun ansatte Deuce på "Crusty's" fordi han er bange for Deuces mor.

## Mindre figurer/Gæstestjerner
- Mrs. Loccasio, spillet af Renée Taylor, er en gnaven ældre dame. Hun hader Rocky. Hun var engang en Vegas showgirl, muligvis en Playboy Bunny da hun har fortalt, at hun engang har danset nøgen. (optrådte i "Give It Up", "Model It Up")
- Mrs. Garcia, spillet af Maggie Wheeler, er Dinas mor. Hun prøver at forberede en vildt overdrevet fødselsdagsfest for hendes datter, men Dina ønsker bare en almindelig fødselsdagsfest. (optrådte i "Twist It Up")
- Don Rio Garcia, spillet af John D'Aquino, er Dinas far. Han gav Deuce ansvaret for at passe deres gris Pinky, for at se om han var den rigtige kæreste til hans datter. Deuce bestod udfordringen, hvorefter Don Rio Garcia nu godkendte Deuce. (optrådte i "Glitz It Up")
- Larry Diller, er en advokat som deltager i Cece & Rockys danselejr fordi han mener de er mere retfærdige. Han har planer om at sagsøge pigerne hvis de ikke lærer ham at danse.
- Susie, er en pige der kommer til Rocky & Ceces danselejr. Senere beder hun Flynn om at ringe, og de er måske i et forhold.
- Dr. Pepper, er en gnaven terapeut som CeCe & Rocky er gået til i et afsnit. Det nævnes at hun bliver gnaven da drive-in'en løber tør for sur-sød sovs, at ingen af pigerne i skolen ville hoppe i sjippetov med hende, og at hun er forelsket i Fred Flinstone. Hun er muligvis den forkerte terapeut CeCe & Rocky blev henvist til, da man i slutningen af episoden hører at Gary siger at hans terapeuts navn var Dr. Noveck.
- Kat, en pige som planlægger at komme med i Shake It Up Chicago.
- Eileen er en drengepiget skønhedsdronning, hvis mor tvang hende til at være med i en skønhedskonkurrence.  Hun spilles af Caitlin Carmichael og dukker op i episoden "Glitz it Up!". Hun og Rocky Blue er gode venner fordi de begge ikke kan lide skønhedskonkurrencer.
- Edie Wilde, spillet af Anita Gillette (som ung: Bella Thorne), er Gary's bedstemor og var før i tiden med i Amarican Jukebox.
- Trudy, spillet af Zendaya, var bedstevenner med Edie da de dansede på American Jukebox i 1953.
- Ace, spillet af Adam Irigoyen, var venner med Edie Wilde og Trudy i 1953. Han var meget pige glad, men blev på et tidspunkt forelsket i Trudy og holdt sig til hende.